# Штормово (Луганская область)
Штормово (укр. Штормове) — село в Новоайдарском районе Луганской области Украины.

## История
Являлось центром Штормовской волости Старобельского уезда Харьковской губернии Российской империи.
В ходе Великой Отечественной войны в 1941—1943 гг. селение было оккупировано немецкими войсками.
Население по переписи 2001 года составляло 908 человек.
С 2022 года оккупировано Россией в ходе вторжения в Украину.

## Местный совет
93510, Луганська обл., Новоайдарський р-н, с. Штормове, вул.Совєтська, 1  (укр.)